# Trágicos Cuentos de Amor
Trágicos Cuentos de Amor es el sexto álbum de estudio de la banda de metal industrial Larva. Lanzado el Día de San Valentín de 2017, este álbum conceptual presenta como título de todas sus canciones dedicatorias a antiguas parejas y amores no correspondidos de los miembros de la banda.

## Historia
Tras el lanzamiento de las reediciones de sus primeros tres álbumes en 2016, Larva presentó su sexto álbum de estudio en 2017. Titulado Trágicos Cuentos de Amor, el álbum cuenta con seis temas con dedicatorias de desamor a diferentes personas. Como desenlace, el álbum cierra con una canción introspectiva titulada "Para Mí".
En abril de 2017, Larva presentó una nueva edición titulada Tragic Love Stories, la cual cuenta con todas las canciones con letras en inglés, apostando a internacionalizar su música. 
En octubre es estrenado el EP Para Ruy, el cual incluye la canción del mismo nombre, nuevas canciones y remixes, práctica habitual en Larva. A la par del EP, el videoclip de "Para Ruy", realizado en conjunto con el grupo activista Grup0 d3 Chok3 fue estrenado en diversas plataformas en línea. El videoclip narra la historia de una pareja de hombres homosexuales que enfrenta violencia y problemas en su relación, donde el sexo funge como catarsis, culminando en una orgía. Dadas las características pornográficas del video, una versión censurada fue publicada en YouTube, mientras que la versión sin censura se destinó a sitios web pornográficos como XVideos y PornHub.
En 2018, en el primer aniversario del álbum, una reedición se publicó, la cual incluyó dos canciones nuevas: "Para Alan" y "Para Cristian". Esta edición especial incluyó dos discos, uno con los temas en español y otro en inglés, tanto en su versión física como en la digital. Posteriormente, la banda produjo videoclips para dos sencillos más; en marzo se estrenó el segundo sencillo "Para Javier", y en noviembre "Para Alan". Un último videoclip fue lanzado en abril de 2019 para el tema "Para Wilberth".

## Lista de canciones
Todas las canciones escritas y compuestas por Peech. 
| Trágicos Cuentos de Amor |                  |          |  |
| N.º                      | Título           | Duración |  |
| 1.                       | «Para Gustavo»   | 1:35     |  |
| 2.                       | «Para Javier»    | 3:18     |  |
| 3.                       | «Para Wilberth»  | 3:53     |  |
| 4.                       | «Para Ruy»       | 4:05     |  |
| 5.                       | «Para Erick»     | 2:25     |  |
| 6.                       | «Para Alejandro» | 4:18     |  |
| 7.                       | «Para Mí»        | 6:41     |  |
| 26:15                    |                  |          |  |

| N.º   | Título          | Duración |  |
| 1.    | «For Gustavo»   | 1:35     |  |
| 2.    | «For Javier»    | 3:18     |  |
| 3.    | «For Wilberth»  | 3:51     |  |
| 4.    | «For Ruy»       | 4:05     |  |
| 5.    | «For Erick»     | 2:25     |  |
| 6.    | «For Alejandro» | 4:18     |  |
| 7.    | «For Myself»    | 6:41     |  |
| 26:13 |                 |          |  |

| Disco uno – Trágicos Cuentos de Amor |                  |          |  |
| N.º                                  | Título           | Duración |  |
| 1.                                   | «Para Gustavo»   | 1:35     |  |
| 2.                                   | «Para Javier»    | 3:18     |  |
| 3.                                   | «Para Wilberth»  | 3:53     |  |
| 4.                                   | «Para Ruy»       | 4:05     |  |
| 5.                                   | «Para Erick»     | 2:26     |  |
| 6.                                   | «Para Alejandro» | 4:18     |  |
| 7.                                   | «Para Mí»        | 6:41     |  |
| 26:16                                |                  |          |  |

| Disco dos – Tragic Love Stories |                 |          |  |
| N.º                             | Título          | Duración |  |
| 1.                              | «For Gustavo»   | 1:35     |  |
| 2.                              | «For Javier»    | 3:18     |  |
| 3.                              | «For Wilberth»  | 3:53     |  |
| 4.                              | «For Ruy»       | 4:05     |  |
| 5.                              | «For Erick»     | 2:25     |  |
| 6.                              | «For Alejandro» | 4:19     |  |
| 7.                              | «For Myself»    | 6:40     |  |
| 26:15                           |                 |          |  |

| N.º   | Título                            | Duración |  |
| 1.    | «Para Ruy»                        | 4:07     |  |
| 2.    | «Para Abel»                       | 5:33     |  |
| 3.    | «Para Fernanda»                   | 3:44     |  |
| 4.    | «Para Jimmy»                      | 3:34     |  |
| 5.    | «Para Ruy» (PichieBass Remix)     | 4:06     |  |
| 6.    | «Para Ruy» (Púdranse Todos Remix) | 4:46     |  |
| 7.    | «Para Ruy» (JC Diosdado Remix)    | 4:27     |  |
| 30:17 |                                   |          |  |

| Disco uno – Trágicos Cuentos de Amor |                  |          |  |
| N.º                                  | Título           | Duración |  |
| 1.                                   | «Para Gustavo»   | 1:35     |  |
| 2.                                   | «Para Javier»    | 3:18     |  |
| 3.                                   | «Para Wilberth»  | 3:53     |  |
| 4.                                   | «Para Ruy»       | 4:05     |  |
| 5.                                   | «Para Erick»     | 2:26     |  |
| 6.                                   | «Para Alan»      | 3:24     |  |
| 7.                                   | «Para Cristian»  | 3:37     |  |
| 8.                                   | «Para Alejandro» | 4:18     |  |
| 9.                                   | «Para Mí»        | 6:41     |  |
| 33:17                                |                  |          |  |

| Disco dos – Tragic Love Stories |                 |          |  |
| N.º                             | Título          | Duración |  |
| 1.                              | «For Gustavo»   | 1:35     |  |
| 2.                              | «For Javier»    | 3:18     |  |
| 3.                              | «For Wilberth»  | 3:51     |  |
| 4.                              | «For Ruy»       | 4:05     |  |
| 5.                              | «For Erick»     | 2:25     |  |
| 6.                              | «For Alan»      | 3:24     |  |
| 7.                              | «For Cristian»  | 3:37     |  |
| 8.                              | «For Alejandro» | 4:19     |  |
| 9.                              | «For Myself»    | 6:40     |  |
| 33:14                           |                 |          |  |

## Créditos
Larva
- Peech - voz, guitarra, batería
- Baliz Anaya - bajo, coros
- Jesucristo Kramm - sintetizador

Músicos invitados
- Carlos Aguirre - sintetizador en "Para Fernanda"

Producción
- Peech - productor, ingeniero de audio, mezcla, masterización
- Caín Cruz - ilustración